# علم الاحتكاك
علم الاحتكاك هو العلم الذي يهتم بدراسة السطوح المتلامسة في حركتها النسبية والمواضيع المتعلقة بهذا الاحتكاك، من تآكل وعمليات تزييت وتشحيم.

## المصطلح
كلمة Tribology تم صياغتها للمرة الأولى عام 1966 من الكلمة اليونانية Tribos وتعني «الفرك» أو «الحك»، وعليه فإن المعنى الحرفي للكلمة قد يكون «علم الفرك».
باللغة العربية وفق القواميس هو علم الاحتكاك  أو علم الحك (بالإنجليزية: Tribology)‏

## التاريخ
من المعروف أن الأدوات التي كانت تستخدم في العصر الحجري من أجل حفر الحفر أو توليد النار كانت تزود بنوع من المدحرجات التي كانت تصنع من عظام أو قرون الحيوانات وكانت تشبه إلى حد ما المدحرجات المستخدمة اليوم.
تظهر الوثائق تاريخ استخدام العجلات إلى الفترة حوالي 3500 قبل الميلاد، مما يظهر اهتمام الناس في الماضي إلى تقليل الاحتكاك في حركة النقل. لقد تطلب نقل حجارة البناء الضخمة معرفة في الاحتكاك واستخدام السكك المنزلقة بالماء. تظهر أحد الصور استخدام الزلاقات عند قدماء المصريين في فترة 1880 قبل الميلاد، حيث تظهر الصورة 172 عبداً يجرون تمثالاً كبيراً يزن 600 كيلو نيوتن على طول سكة خشبية. كما تظهر الصورة أحد الرجال الواقفين على السكة يصب سائل على طول خط الحركة، ويعتبر هذا الرجل أحد أقدم مهندسي التزييت في العالم.
تم تقدير أن كل عامل يسحب بقوة حوالي 800 نيوتن، وعلى هذا الأساس فإن القوة الإجمالية للجر تعادل 172 مضروبة بـ 800 نيوتن، وعليه من الممكن حساب معامل الاحتكاك بقيمة 0.23.

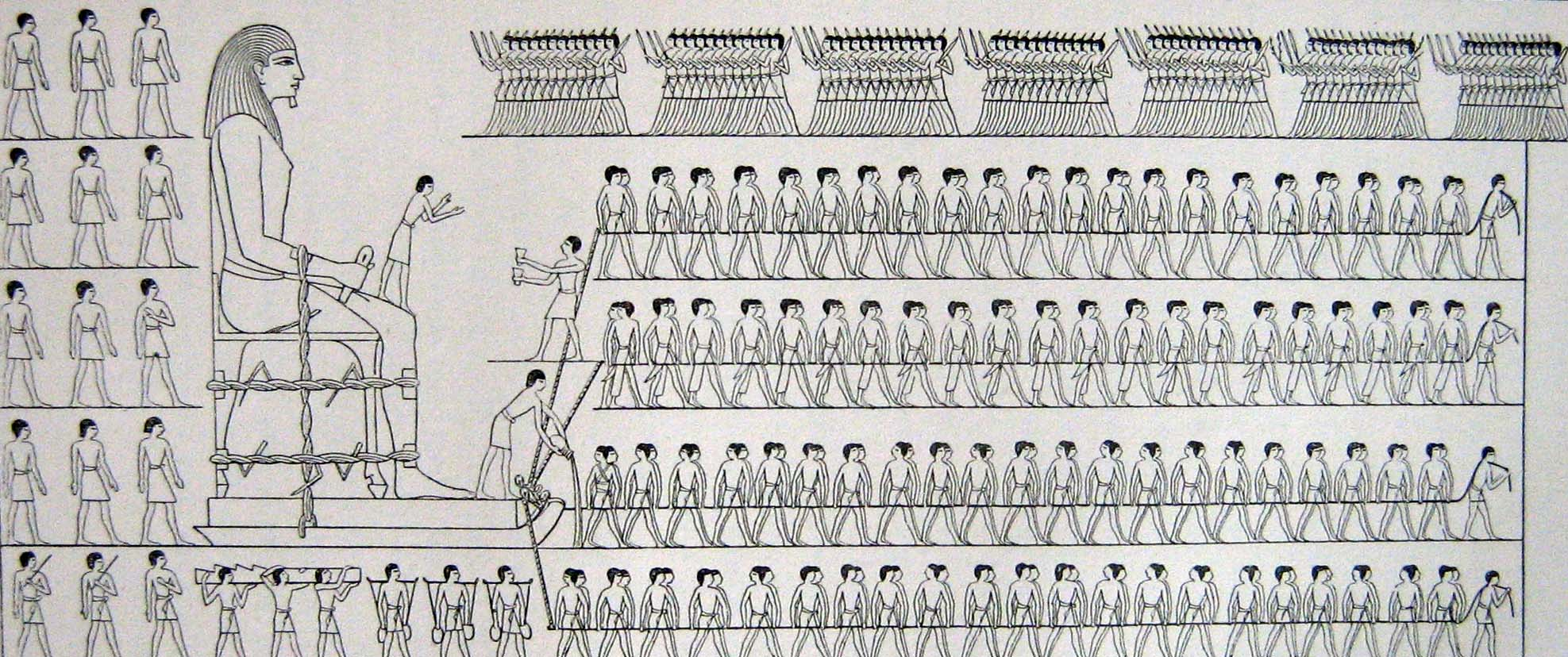
المصريون القدماء يستخدمون زيت الانزلاق من أجل المساعدة في تحريك تمثال Colossus عام 1880 قبل الميلاد.

أثناء عهد انتصارات الإمبراطورية الرومانية، قام المهندسين الحربيين بتزييت الآلات العسكرية المستخدمة أثناء عمليات الحصار. وكان أول من وضع الأسس العلمية لعلم الاحتكاك هم علماء النهضة وعلى رأسهم ليوناردو دافنشي الذي عرف لأول مرة مفهوم معامل الاحتكاك كقيمة لقوة الاحتكاك بالنسبة للحمل الشاقولي. في عام 1699 وجد Guillaume Amontons أن قوة الاحتكاك تكون متناسبة مع الحمل الشاقولي ولا تتعلق بمساحة سطح الاحتكاك. قام كولومب بصياغة هذه الملاحظات في عام 1781 وقام بالتمييز بشكل واضح بين الاحتكاك الستاتيكي والاحتكاك الحركي.
الكثير من التطورات اللاحقة نشأت نتيجة تطور الصناعة في أواخر القرن التاسع عشر، حيث بدأت أوائل ثورة النفط في اسكتلندا وكندا والولايات المتحدة في منتصف القرن التاسع عشر.
وعلى الرغم من أن القوانين الأساسية في الموائع تم نشرها من قبل نيوتن، إلا أن الفهم العلمي للمتدحرجات الزلقة لم يتم حتى نهاية القرن التاسع عشر. وبشكل تام فإن الفهم لمبادئ التزييت الهيدروديناميكية أصبح ممكناً مع تجارب أبحاث Tower Tower. بالإضافة إلى الأسس النظرية التي وضعها Reynolds. ومنذ ذلك الوقت فإن التطورات في نظرية المتدحرجات الهيدروديناميكية وتطبيقاتها تطورت بشكل كبير من أجل الوفاء بمتطلبات المتدحرجات في صناعة الآلات.

## تعريف الاحتكاك

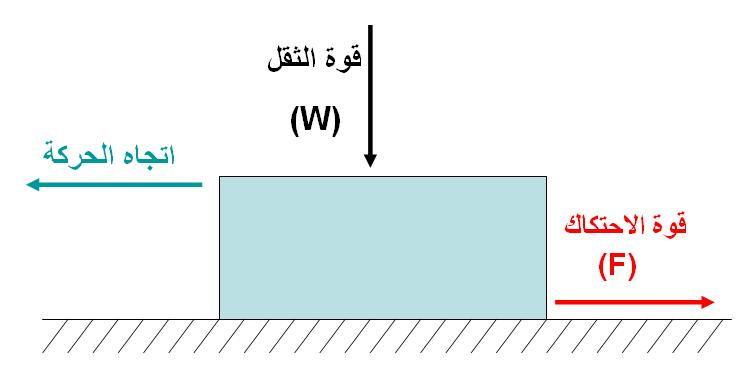
شكل توضيحي يظهر جسم يسحب على سطح أفقي. W هي قوة الثقالة الأرضية، F هي قوة الاحتكاك.

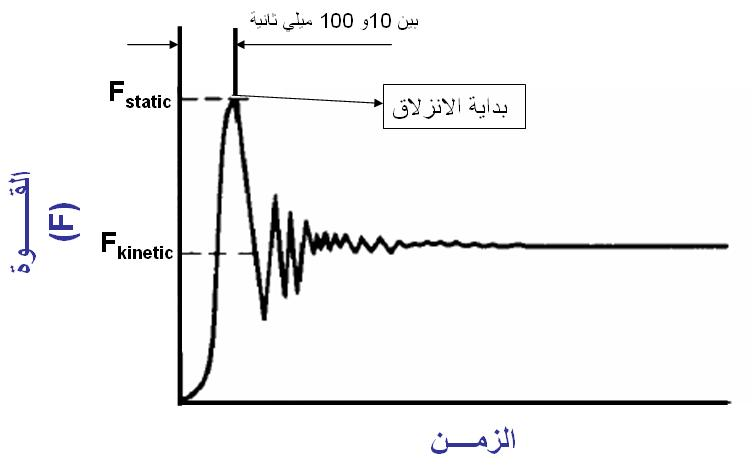
تغير قوة الاحتكاك بتغير الزمن.

الاحتكاك هو مقاومة الحركة التي تحدث لحركة عند احتكاك جسم صلب بآخر. يطلق على القوة التي تكون موازية ومعاكسة لاتجاه الحركة اسم قوة الاحتكاك. إذا تم تطبيق قوة (F) على جسم من أجل تحريكه، ينتج نوعين من قوى الاحتكاك، القوة الأولى تمانع حركة الجسم لعدة أجزاء من الميلي ثانية قبل بدئه بالحركة وتسمى قوة الاحتكاك الساكن (Fstatic)، والقوة الأخرى هي القوة التي تبقى ممانعة لحركة الجسم أثناء حركته وتسمى قوة الاحتكاك الحركي (Fkinetic). تكون قوة الاحتكاك الحركي أقل أو تساوي قوة الاحتكاك الستاتيكي.
يوجد قانونان معروفان بشكل كبير في مجال الاحتكاك. يقول القانون الأول أن قوة الاحتكاك لا تتعلق بسطح التماس بين الأجسام، والقانون الثاني يقول أن قوة الاحتكاك تتناسب مع القوة الناظمية W المتولدة بين الأجسام المتلامسة. يطلق على هذه القوانين اسم قوانين أمونتون "Amontons laws" نسب إلى المهندس الفرنسي أمونتون الذي قدم هذه القوانين عام 1699.
يتيح القانون الثاني في الاحتكاك تعريف معامل الاحتكاك على الشكل:
{\displaystyle F=\mu W}
حيث {\displaystyle \mu } هو ثابت يعرف باسم ثابت الاحتكاك، ويتعلق بنوع الجسمين المتماسين وتحت ظروف عمل (درجة حرارة – رطوبة – ضغط – سرعة انزلاق) معينة.